# Борок (Поспєлихинський район)
Боро́к (рос. Борок) — селище у Борківській сільській раді Поспєлихинського району Алтайського краю, Росія.

## Населення
Населення — 26 осіб (2010; 40 осіб у 2002 році).
Національний склад (станом на 2002 рік):
- росіяни — 50 %
- чеченці — 37 %